# John Cooper (Tennisspieler)
John Richard Cooper (* 4. November 1946 in Alexandra) ist ein ehemaliger australischer Tennisspieler.

## Karriere
Seinen ersten Auftritt bei den Australian Open hatte John Cooper 1964, als er direkt in der ersten Runde an Dick Crealy scheiterte. Im Folgejahr reiste er erstmals zu den Grand-Slam-Turnieren Europas. In Wimbledon spielte er sich in die dritte Runde, wo er gegen seinen Landsmann Roy Emerson verlor. 1967 erreichte er beim Turnier im Queen’s Club das Halbfinale, wo er gegen den späteren Turniersieger John Newcombe unterlag. In diesem Jahr hatte er in Wimbledon mit seiner Viertelfinalniederlage gegen Nikola Pilić sein bestes Einzelergebnis bei diesem Turnier.
Nach Beginn der Open Era erreichte Cooper im Dezember 1971 in Brisbane zum ersten Mal ein Finale auf der ATP Tour. Im Finale musste er sich Mal Anderson geschlagen geben. Ein Jahr später gelang ihm im niederländischen Hilversum mit einem Sieg über den Österreicher Hans Kary sein erster und einziger Turniertitel. 1972 und 1973 hatte er seine besten Einzelergebnisse bei den Australian Open, als er jeweils im Viertelfinale Alex Metreweli und Patrick Proisy unterlag.
Im Doppel feierte Cooper in Wimbledon seine größten Erfolge an der Seite von Neale Fraser. 1972 scheiterte das Duo im Halbfinale an den Südafrikanern Bob Hewitt und Frew McMillan. Ein Jahr später erreichten sie das Finale, Coopers einziger Finaleinzug bei einem Grand-Slam-Turnier, wo sie Jimmy Connors und Ilie Năstase in fünf Sätzen unterlagen.
Cooper trat 1971 und 1973 in vier Begegnungen für die australische Davis-Cup-Mannschaft an. Er gewann vier seiner sieben Matches.

## Persönliches
John Cooper ist der jüngere Bruder des erfolgreichen Tennisspielers Ashley Cooper.

## Erfolge

### Einzel

#### Turniersiege
| Nr. | Datum         | Turnier   | Belag | Finalgegner | Ergebnis                  |
| --- | ------------- | --------- | ----- | ----------- | ------------------------- |
| 1.  | 30. Juli 1972 | Hilversum | Sand  | Hans Kary   | 6:1, 3:6, 12:10, 3:6, 6:2 |

#### Finalteilnahmen
| Nr. | Datum             | Turnier  | Belag | Finalgegner  | Ergebnis           |
| --- | ----------------- | -------- | ----- | ------------ | ------------------ |
| 1.  | 12. Dezember 1971 | Brisbane | Rasen | Mal Anderson | 4:6, 4:6, 7:6, 6:7 |

### Doppel

#### Finalteilnahmen
| Nr. | Datum        | Turnier                 | Belag | Partner      | Finalgegner                | Ergebnis                |
| --- | ------------ | ----------------------- | ----- | ------------ | -------------------------- | ----------------------- |
| 1.  | 7. Juli 1973 | Wimbledon Championships | Rasen | Neale Fraser | Jimmy Connors Ilie Năstase | 6:3, 3:6, 4:6, 9:8, 1:6 |